# Louise Martini
Marie-Louise Chiba, dite Louise Martini, est une actrice et animatrice de radio autrichienne, née le 10 novembre 1931 à Vienne et morte le 17 janvier 2013 dans la même ville.

## Biographie
Louise Martini reçoit sa formation d'actrice au Max Reinhardt Seminar. Ses premiers engagements sont au Kleinen Theater im Konzerthaus, et au Wiener Volkstheater. Dans les années 1950, elle est membre du cabaret "Namenloses Ensemble", avec Gerhard Bronner, Helmut Qualtinger, Carl Merz, Peter Wehle, Georg Kreisler et Michael Kehlmann.
En 1962, elle s'installe à Munich et plus tard elle devient membre du Deutschen Schauspielhaus à Hambourg, du Münchner Kammerspielen et du Münchner Residenztheater. Sa première apparition à la télévision date de 1963 dans un téléfilm dirigé par Ludwig Cremer. À partir de 1968, elle vit de nouveau à Vienne et devient une animatrice de radio très populaire en Autriche.

## Filmographie (sélection)

### Cinéma
- 1956 : Wenn Poldi ins Manöver zieht (titre alternatif : Manöverzwilling)
- 1963 : Die endlose Nacht
- 1967 : Das Kriminalmuseum – Die Telefonnummer
- 1970 : Deep End
- 1976 : Kottan ermittelt – Hartlgasse 16a
- 1979 : Santa Lucia
- 1983 : Das Traumschiff
- 1986 : Die Stunde des Léon Bisquet
- 1989 : Mit Leib und Seele
- 1997 : Qualtingers Wien

### Télévision
- 1963 : Spiel im Morgengrauen (téléfilm)
- 1963 : Die Legende vom heiligen Trinker (téléfilm)
- 1966 : Der Fall Mata Hari (téléfilm)
- 1971 : Der Kommissar, épisode Der Moormörder
- 1972 : Tatort, épisode Münchner Kindl
- 1975 : Der Kommissar, épisode Die Kusine
- 1978 : Derrick : Hanna Schenk (ép. 50 : Les Secondes perdues)
- 1979 : Balthasar im Stau (téléfilm)
- 1982 : Derrick : Anita Schneider (ép. 98 : Un événement pas banal)
- 1986 : Derrick : Else Naujocks (ép. 137 : Une triste fin)
- 1986 : Irgendwie und Sowieso (de) (série télévisée)
- 1988 : Jakob und Adele, épisode Kurerlebnisse
- 1992 : Ilona und Kurti
- 1996 : Der Schattenmann (téléfilm)